# Ato dos Títulos Reais e Parlamentares (1927)
O Ato dos Títulos Reais e Parlamentares de 1927 (17 e 18 Geo. 5 c . 4) foi um ato do Parlamento do Reino Unido que autorizou a mudança dos títulos reais do monarca britânico, alterando, igualmente, a designação oficial do Parlamento, em reconhecimento da independência de maior parte da Irlanda do Reino Unido (Estado Livre Irlandês). Ele recebeu aprovação real em 12 de abril de 1927.

## Antecedentes
Como resultado do Tratado Anglo-Irlandês, em dezembro de 1922, a maior parte da Irlanda foi separada do Reino Unido da Grã-Bretanha e Irlanda para formar o Estado Livre Irlandês. No entanto, seis condados do nordeste, todos parte integrante do Úlster, permaneceram unidos politicamente à Grã-Bretanha como Irlanda do Norte.
O título do Rei, proclamado sob o Ato dos Títulos Reais de 1901, era:
"Sua Majestade Jorge V, pela Graça de Deus, do Reino Unido da Grã-Bretanha e Irlanda e dos Domínios Britânicos de Além-mar, Rei, Defensor da Fé, Imperador da Índia".
Na Conferência Imperial de 1926, foi acordado pelo governo imperial em Whitehall e pelos vários Domínios que o estilo real existente e os títulos de seu monarca compartilhado "dificilmente concordavam com o estado alterado de coisas decorrente do estabelecimento do Estado Livre Irlandês como um Domínio". A conferência concluiu que a titulação real deveria ser alterada para:
"Sua Majestade Jorge V, pela Graça de Deus, da Grã-Bretanha, Irlanda e Domínios Britânicos de além-mar, Rei, Defensor da Fé, Imperador da Índia."
De acordo com os arranjos constitucionais existentes da Comunidade Britânica, era necessário que legislação fosse promulgada pelo Parlamento do Reino Unido para que o estilo e os títulos reais fossem alterados; a lei resultante se estenderia automaticamente à lei dos vários Domínios. O governo britânico introduziu o projeto de lei necessário na Câmara dos Comuns em março de 1927 e garantiu facilmente sua aprovação em ambas as Casas do Parlamento.